# 러일 전쟁
러일 전쟁(일본어: 日露戦争 니치로센소[*], 러시아어: Русско-японская война 루스코야폰스카야 보이나[*], 영어: Russo-Japanese War, 문화어: 로일전쟁)은 1904년 2월 8일에 발발하여 1905년 가을까지 계속된 전쟁으로 러시아 제국과 일본 제국이 대한제국에서 주도권을 쟁취하려는 무력 충돌이었다. 러일 전쟁의 주요 무대는 만주 남부, 특히 요동 반도와 한반도 근해였다.
블라디보스토크는 러시아 제국이 사용할 수 있었던 유일한 부동항으로, 여름에 주로 이용되었으며 여순 항(당시는 포트 아서)은 연중 사용할 수 있었다. 청일 전쟁 이후인 1903년 8월에 진행되기 시작한 차르 정부와 일본 간 협상에서 일본은 만주에서 러시아의 주도권을 인정해 주는 대신 한반도에서 일본의 주도권을 요구하였다. 하지만 러시아는 이를 거부하고 한반도를 북위 39도선을 경계로 북쪽은 러시아, 남쪽은 일본으로 하는 분할 통치안을 역제안하였으나 결렬되었다. 일본은 1904년 협상 결렬 후 러시아가 향후 전략적 이익을 위해 전쟁을 선택할 수 있다고 판단하고, 대한제국에 대한 독점적 영향력을 얻기 위해 전쟁을 선택하였다.

## 배경
러시아는 1890년대에는 중앙아시아의 나라들을 흡수하면서 중앙아시아를 가로질러 아프가니스탄까지 영토를 확장하였다. 러시아 제국은 서쪽으로는 폴란드에서 동쪽으로는 캄차카 반도까지 뻗어 있었다. 러시아는 블라디보스토크에 이르는 시베리아 횡단 철도를 놓으면서 이 지역에서의 영향과 존재를 굳건하게 하려 하였다. 갑신정변 이후 러시아는 중국의 중재를 거치지 않고 조선과 독자적으로 수교하기에 이른다. 그러나 부동항을 확보하기 위한 러시아의 남하는 영국과 충돌하였으며, 발칸 반도 및 근동에서는 크림 전쟁으로, 중앙아시아에서는 아프가니스탄 전쟁으로 양국은 충돌하기에 이른다. 극동 방면에서는 조선과 러시아의 수교를 러시아의 남하로 간주한 영국은 조선의 거문도를 2년 간 점령하였다.
한편, 일본은 1868년의 메이지 유신 이후, 서양의 사상, 기술적인 진보, 풍습 등을 받아들이려 했다. 19세기 말, 일본은 짧은 시간 내에 고립에서 벗어나 근대화된 산업 국가로서 모습을 드러내었으며, 청일 전쟁 승리로 1895년에 청나라와 〈시모노세키 조약〉을 체결하면서 조선에서 청나라 세력을 몰아내고 랴오둥반도와 타이완을 얻어 새로운 강자로 떠올랐다. 그러나, 러시아가 이를 견제해 독일, 프랑스와 함께 일본이 소유하던 랴오둥반도를 청나라에 다시 되돌려줬고(삼국 간섭), 이리하여 일본은 러시아와의 대립을 피할 수 없었다.

### 여순항 양도
1897년 12월, 러시아 제국의 함대가 여순항에 첫 모습을 드러냈다. 3개월 후, 청과 러시아 제국 간에 협정 (러청밀약)을 맺어 러시아 제국은 여순항과 대련만을 조차하여 주변의 물길을 이용할 수 있었다. 러시아 제국으로서는 부동항 확보가 전략상 중요하였고 1년 후에는 이를 확고히 하려고 동청철도를 놓기 시작하였다. 대련과 여순역이 소실되자 러시아 제국은 의화단에게서 철도를 보호한다는 구실로 만주를 점령하였다. 한반도에서는 아관파천 이후 정치적 우위를 확보하였다.
이 시기에, 일본은 대한제국으로부터 경부철도 부설권을 획득하여 한반도의 교통망을 장악하고, 도쿄의정서를 체결하여 러시아로부터 경제적 우위를 확보하였다.
이토 히로부미가 러시아와의 협상을 시작하였다. 그는 일본이 러시아군을 몰아내기엔 너무 약하다고 생각하였고, 러시아의 만주에 대한 권한을 인정하는 대신 일본의 한반도에 대한 권한을 인정할 것을 제안하였다. 이에 대하여 러시아는 만주에 대한 독점권과 한반도의 북위 39도 이북에 대한 중립지역 설정, 한반도의 군사적 이용 불가를 주장하였다. 그동안 일본은 러시아를 견제하던 영국과 영일 동맹(1902년)을 맺었는데, 이는 “러시아가 일본과 전쟁을 벌이는 동안 러시아와 동맹을 맺는 나라가 있으면, 영국이 일본의 편으로 참전할 수 있다”라는 내용이었다. 이로부터, 러시아는 독일이나 프랑스의 도움을 얻기 위해서는 영국의 위협을 감수해야 했다.
그 뒤에 러시아 제국과 일본의 교섭이 진행되었으나 일본이 1904년 2월 4일부로 협상 중지를 선언했다. 일본은 2월 초에 마산포와 원산 등지에 일본군을 상륙시키는 등, 전쟁 준비를 진행하고 있었다. 또한 일본은 로스차일드 가문의 미국 대리인인 제이컵 시프로부터 전비의 40퍼센트에 이르는 공식 지원과 상당한 비공식 금융 지원을 받은 상태였다. 이로 인해 국채시장에서 모두의 예상을 깨고 일본이 승리했을 때, 로스차일드 가문은 상당한 수익금을 챙길 수 있었다.

## 진행

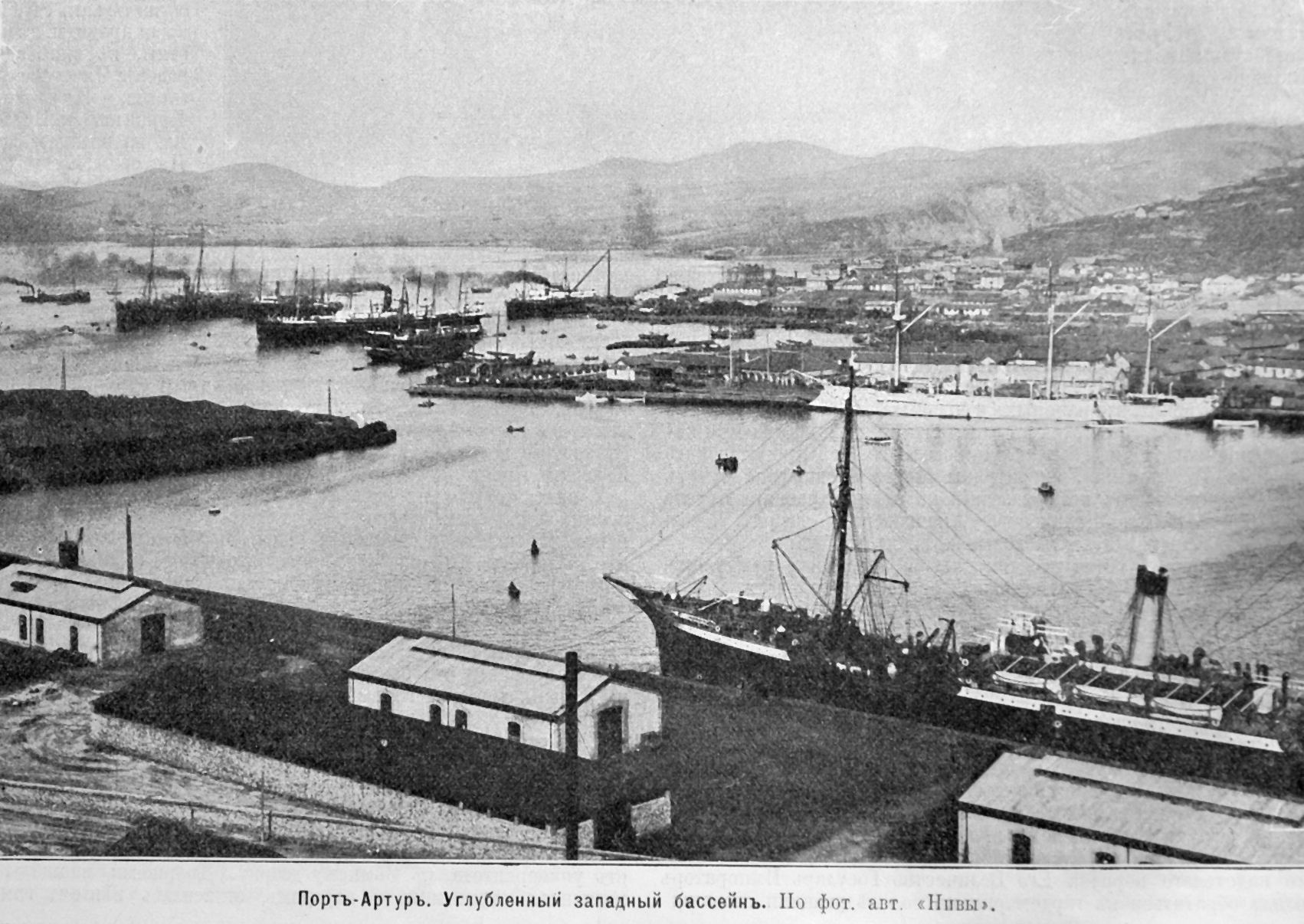
포트 아서로 불린 여순항의 모습

일본 제국은 1904년 2월 10일 러시아 제국에 선전포고하였지만, 선전포고에 앞서 2월 8일 여순항에 있는 러시아 제국의 극동 함대, 2월 9일에는 제물포항의 전함 두 척을 공격하였다. 일본의 공격 소식에 러시아 제국의 차르였던 니콜라이 2세는 아연실색하였으나 일본 제국이 선전포고 하지 않고서 전쟁을 걸어올 수 있을 거라고 생각하지 않았고, 장관들도 일본이 전쟁을 선택하지 않을 것이라 판단하였다. 러시아 제국은 일본 제국과 전투한 지 8일 후 전쟁을 선포하였다.
대한제국은 이미 1904년 1월 23일 대외로 중립을 선포하였으나, 한성부를 점령한 일본의 강요로 2월 23일 한일의정서를 체결하였고, 5월에는 일본이 대한시설강령을 내세워서 중립을 유지할 수 없었다.

### 1904년 전투
만주의 남서부 요동 반도에 있는 여순항은 러시아 제국의 주요 해군 기지로 요새화되었다. 아시아 본토에서 전쟁을 벌이려면 바다를 손에 넣어야 했으므로, 일본 제국의 첫 군사 목표는 여순항에 있는 러시아 제국의 함대의 축출이었다.

#### 여순항, 제물포 해전

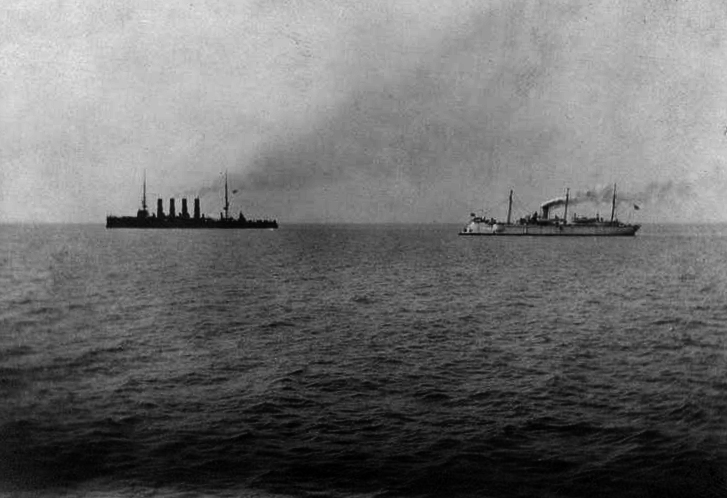
제물포 해전의 바략함과 코리에츠함

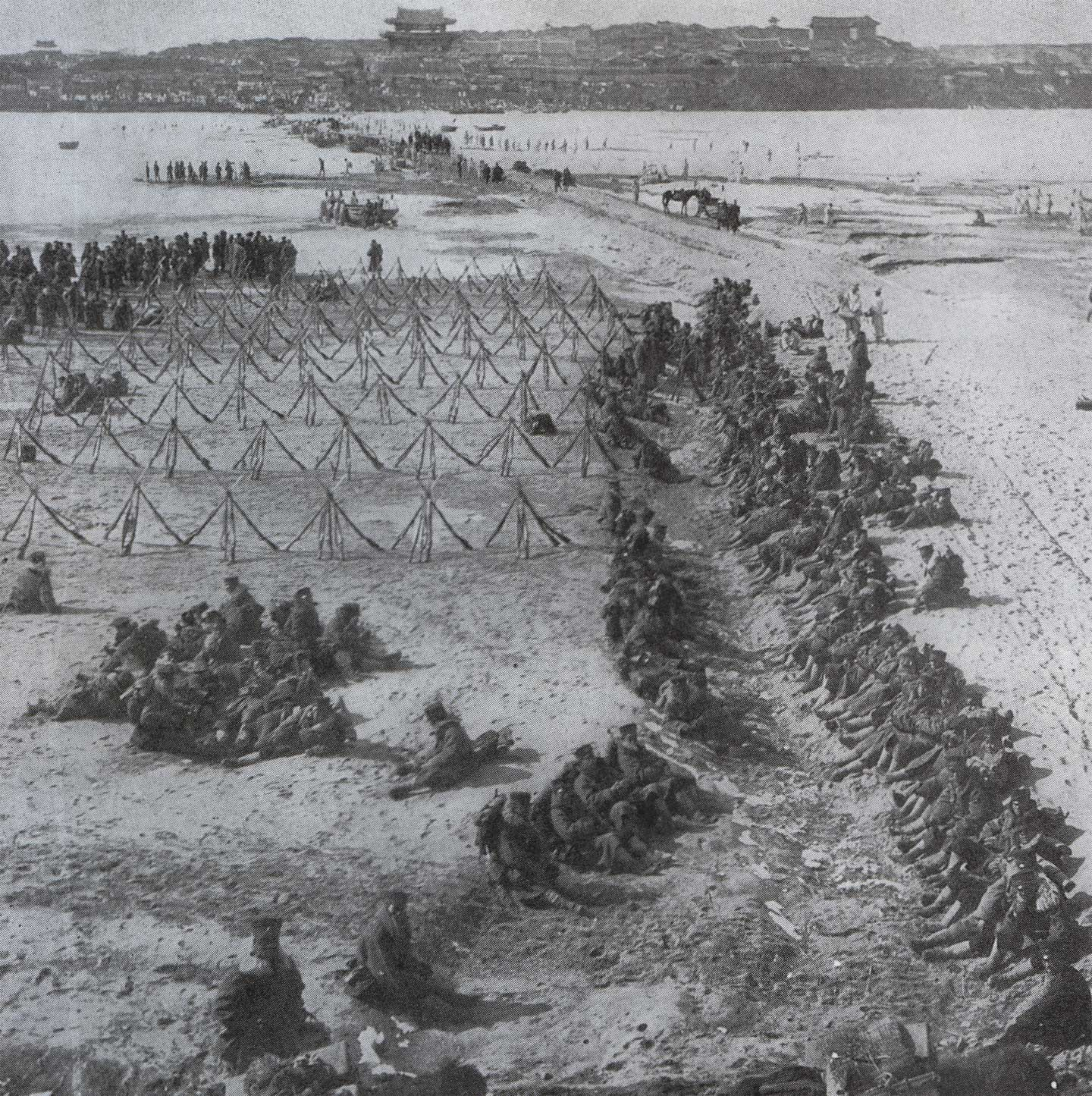
평양을 점령하기 위해 대동강에 주둔한 일본군

1904년 2월 4일, 러시아 제국의 태평양 함대 수십 척이 여순항을 떠났다는 정보가 일본에 입수되었다.
2월 6일 아침, 도고 헤이하치로는 사세보에서 제물포의 육군 상륙과 여순항의 공격을 목표로 함대를 발진시켰다.
2월 8일 저녁, 도고 헤이하치로가 지휘하는 일본 제국 함대가 여순항의 러시아 제국 군함에 어뢰를 이용하여 기습 공격하여 개전하였다.
공격에 전함 두 척이 대파되었고, 이 공격은 다음 날 아침 ‘여순항 해전’으로 발전했다. 수차례의 결판 나지 않은 해상 전투가 이어졌으나 도고 헤이하치로는 항구의 해안 포대에서 보호 받는 러시아 제국의 함대를 충분히 공격할 수 없었으며, 러시아 제국의 해군은 1904년 4월 13일 제독 스테판 마카로프가 전사하여 어쩔 수 없이 항구를 떠나야 했다.
이 전투는 일본군 약 3천 명의 제물포 상륙을 은폐해 주었다. 그 병력은 인천에서 이동하여, 2월 9일에 일본 제국은 러시아 제국이 만주를 병탄할 위험이 있으며, 그 결과 대한제국의 영토 보전이 위태롭다는 명분으로 황성(서울)에 군대를 진주시켜 대한제국 황성을 점령한다.:5:14-15 이어서 대한제국의 나머지 부분을 점령하였다. 당시 제물포 앞바다에는 각국 여러 전함이 정박하고 있었고 일본 제국 해군에 항의하였으나 오히려 위협 받고 피신하였으며, 2월 9일 오후까지 14대 2로 벌어진 일본 제국 해군과 러시아 제국의 해군 간 전투에서 러시아 제국 해군의 정예함인 바략함과 코리에츠함은 자침하거나 자폭하였다.
같은 날 일본 제국은 인천항에 병력 5만을 상륙시켰다.
1904년 2월 12일, 러시아 제국 공사가 철수하자 대한제국과 러시아 제국은 국교가 단절되었다.

#### 압록강 전투
4월 말, 이테이 쿠로키가 지휘하는 일본 제국 육군은 러시아 제국군이 점령한 만주를 향해 압록강을 건널 준비가 되어 있었다. 단기간에 만주를 지배할 발판을 얻으려는 일본의 전략과 달리, 러시아 제국은 당시 이르쿠츠크 부근까지의 미완성인 긴 시베리아 횡단철도로 수송되는 지원 병력을 기다릴 시간 확보에 중점을 두었다. 1904년 5월 1일, 압록강 전투는 러일전쟁의 첫 육상전이 되었고 일본 군대는 저항 없이 강을 건너 러시아 제국의 거점을 공략하였다.
일본 군대는 만주 해안 곳곳에서 상륙하여 일련의 교전으로 러시아 제국군을 여순항으로 축출하였다. 1904년 5월 25일의 남산 전투를 포함한 이런 전투에서 러시아 제국군은 방어에만 전념하여 반격하지 않았다.

#### 여순항 봉쇄와 황해 해전

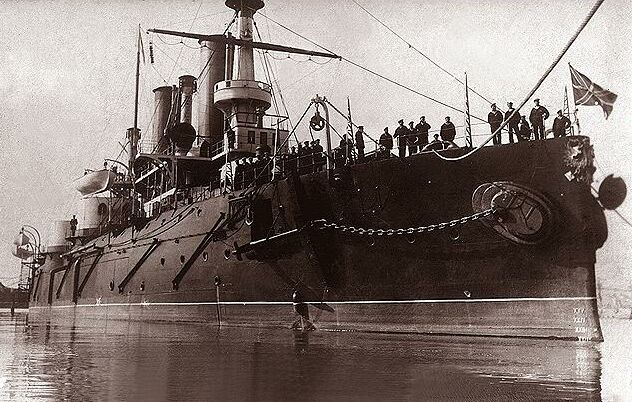
러시아 전함 페트로파블롭스크

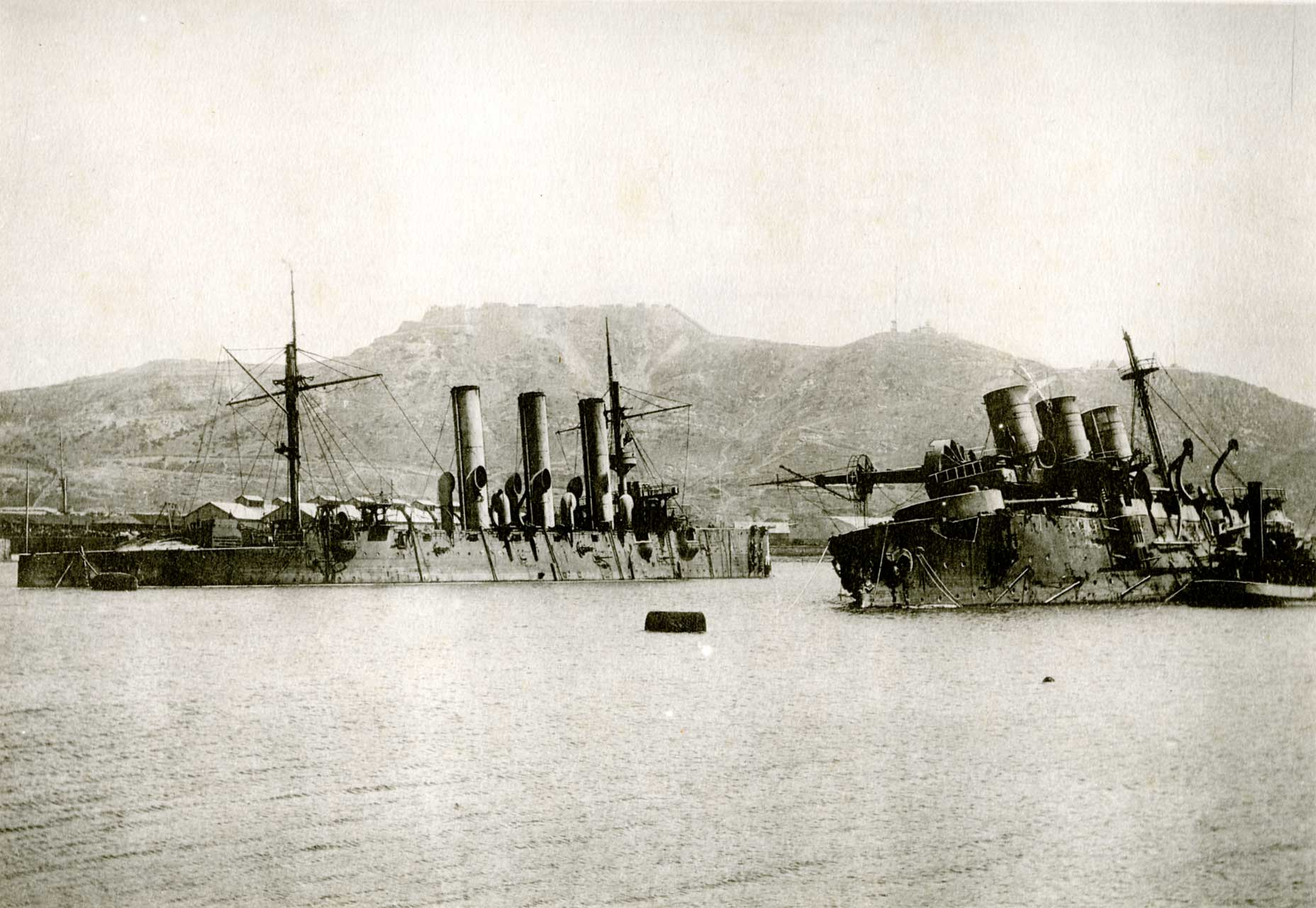
러시아 전함 '팔라다'와 '포베다'

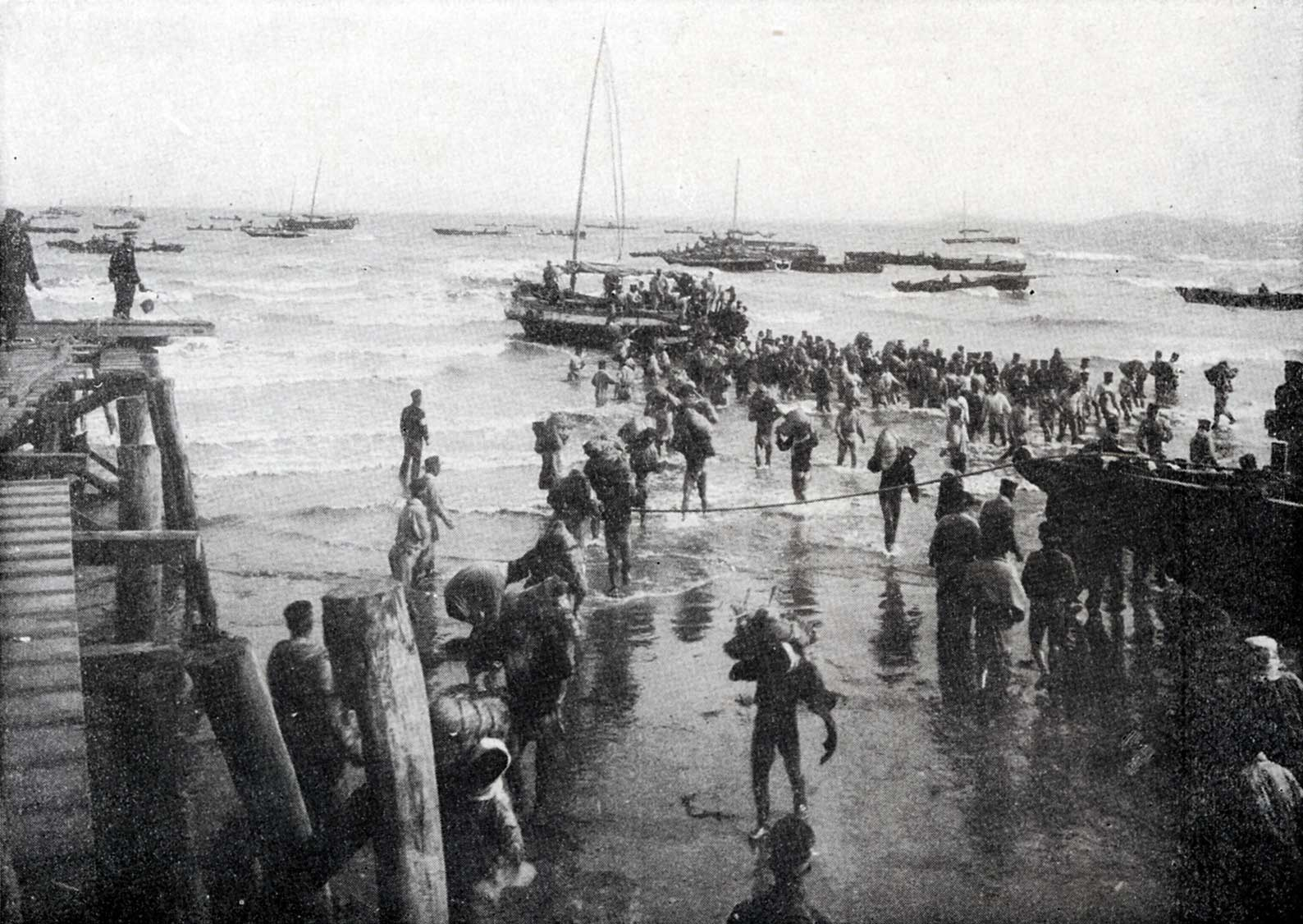
랴오둥반도에 상륙하는 일본군

일본 제국은 러시아 제국의 여순항 사용을 봉쇄하려고 하였다. 2월 13일 ~ 14일, 일본군은 시멘트를 채운 증기선 일곱 척을 해협 깊숙이 가라앉혀 여순항을 봉쇄하려 하였으나 배가 너무 깊이 가라앉아 실패하였다.
3월, 부제독 마카로프는 러시아 제국의 제 1태평양 소함대를 맡아 여순항의 봉쇄를 돌파하려 하였다.
1904년 4월 12일, 러시아 제국의 노급전함 두 척과 기함 페트로파블로프스크와 포베다 호가 여순항 밖으로 빠져나갔으나, 일본 제국군의 기뢰가 폭발하여 페트로파블롭스크는 곧바로 침몰하고 포베다는 수리하고자 항구로 견인되어야 했다. 가장 유능한 러시아의 전략가였던 마카로프 제독은 페트로파블롭스크에서 전사하였다.
러시아 군대는 일본의 방어성 기뢰 설치 전술을 수용하였다. 1904년 5월 14일, 일본의 전함 두 척, 야시마와 후츠다가 여순항 바깥쪽에 러시아군이 설치한 기뢰에 피해를 보았다. 적어도 기뢰 두 발 씩 각각 충돌하였다. 야시마는 승조원 450명과 함께 수 분 내에 침몰하였고 후츠다는 수 시간 뒤에 견인되었다.
6월 23일, 러시아 제국의 제독 빌헬름 비트게프트의 지휘 하에 소함대가 전투가 시작되었으나 실패하였다. 6월 말, 일본의 포병이 항구를 포격하였고 오랫동안 여순항을 봉쇄하였다.
1904년 8월 10일, 러시아 제국의 함대는 포위를 돌파하여 블라디보스토크로 가려고 재시도하였지만, 공해에 닿기 전에 도고 헤이하치로의 전함으로 구성된 소함대와 마주친다. 러시아 제국에는 ‘8월 10일의 전투’, 흔히 ‘황해 해전’으로 불리는 이 전투에서 양측은 포격을 주고받는다.
도고 헤이하치로 제독은 러시아 제국의 또 다른 전함이 태평양으로 파견될 것임을 알았지만, 이 전투는 일본이 승리할 결정적인 요소가 있었다. 일본은 두 척의 전함을 러시아 기뢰로 잃어, 한 척만이 남아 있었다. 러시아와 일본의 전함들은 함포를 계속 주고받았으며, 러시아의 기함인 전함 체사레비치가 함교에 직격탄을 맞아 함대 사령관인 빌헬름 비트게프트 제독이 사망하게 된다. 이 때문에 러시아 함대는 다시 여순항으로 향하게 되어, 양측 모두 침몰한 전함이 없었지만, 러시아는 다시 여순항에 머무르게 되었고, 일본 해군은 러시아 함대에 대항할 전함이 여전히 건재했다.
끝내 여순항에 있던 러시아 제국의 여러 전함은 포위한 일본 제국 육군이 한 포격으로 말미암아 침몰하였다. 육지로 포위된 도시를 빠져나가려는 시도도 실패하였다. 8월 말의 요동 전투 후 러시아 제국군은 봉천 (현재의 선양)으로 후퇴하였다. 여순항은 주둔군 지휘관이 상부와 의논 없이 일본 제국에 항구를 양도하여 1905년 1월 2일에 결국 함락되었다.

#### 발트 함대의 이동
전투가 벌어지는 동안, 러시아 제국은 제독 지노비 로제스트벤스키 지휘 하에 희망봉을 거쳐 아시아로 향하는 발트함대를 보내어 러시아 함대를 지원하려 하였다.
수에즈 운하를 통과할 수 있는 일부 함대는 수에즈 운하를 통과하여 마다가스카르섬의 노스베항에서 합류하였다.

#### 울릉도와 독도
1904년 8월, 일본 정부는 동해에서 러시아 군함을 감시하기 위해 울릉도와 독도에 군사용 망루를 설치하려 하였다. 이에 따라 1905년 1월 28일 일본 내각 회의에서 ‘다케시마’라는 이름으로 시마네 현 담당으로 지정하였으며, 2월 22일에 독도를 일본 영토로 편입하는 내용의 시마네 현 고시 제 40호를 발표하였다. 울릉도에는 1904년 9월, 독도에는 1905년 8월에 망루를 세웠다.

### 1905년의 전투
여순항이 함락되자 일본 제국 제 3군은 북진할 수 있었고, 남방의 러시아 제국이 점령한 선양에 지원군을 파견할 수도 있었다. 매서운 추위가 닥쳐와 1904년의 ‘사하 전투’ 이후로는 육지에서는 전투가 없었다. 양측은 선양 남쪽 전선 110km를 따라 야영하였다.

#### 흑구대와 선양 전투

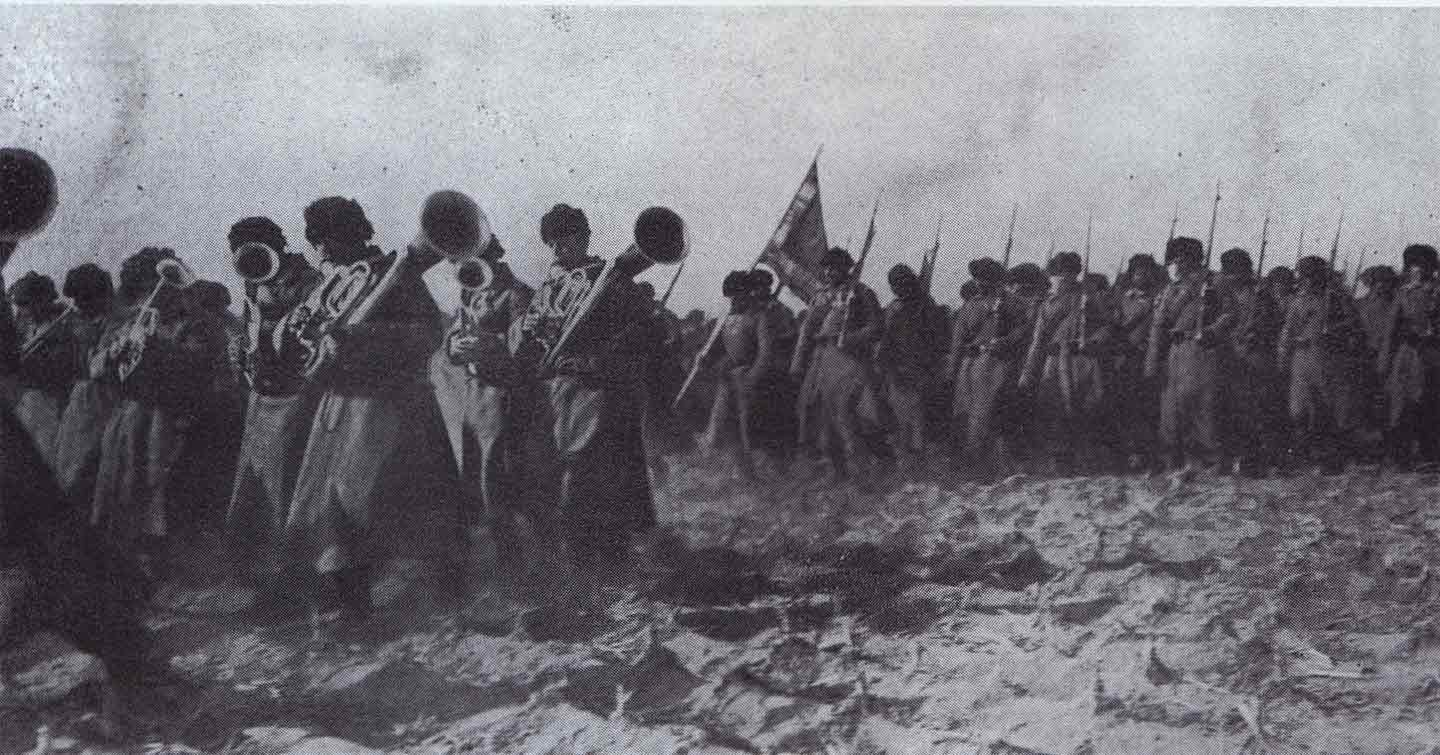
선양의 러시아군 (제55연대)

오스카르 그리펜베르크가 지휘하는 러시아 제 2군이 1905년 1월 25일 ~ 29일에 흑구대시 부근에서 일본군의 왼쪽 측면을 공격하여, 거의 돌파하였다. 이는 일본군을 놀라게 하였으나, 다른 러시아 부대의 지원 없이 공격은 교착 상태에 빠졌고, 그리펜베르그는 총사령관 알렉세이 쿠로팟킨으로부터 중지 명령을 받아 전투는 승패를 가르지 못했다. 일본군은 시베리아 횡단철도를 통해 러시아 지원군이 도착하기 전에 만주의 러시아군을 괴멸시켜야 함을 알고 있었다.
봉천 전투는 1905년 2월 20일에 시작되었다. 이어지는 날에는 일본군이 80km 전선을 따라 선양을 둘러싼 러시아군의 우측과 좌측면을 습격하기 위해 진행하였다. 양측은 참호를 파고 수백 대의 대포에 의해 지원되고 있었다. 며칠 간의 격렬한 전투 뒤에, 양 측면에 가해지는 압박은 러시아군의 양쪽 끝의 방어선이 안쪽으로 휘어지게 하였다. 포위될 것을 알아차리고, 러시아군은 퇴각을 시작하여, 수차례의 지연 작전을 하였으나, 곧 혼란과 러시아군의 붕괴 속에서 상황은 더욱 나빠졌다. 3월 10일, 전투 후 3주가 지났을 때, 쿠로파트킨 장군은 선양 북쪽으로의 철수를 결정하였다.
철수하는 러시아 제국의 만주군의 대형은 전투 부대로 분해되었으나 일본군은 이들을 완벽히 괴멸시키지 못했다. 일본군도 희생자가 많아서 추격할 상태가 아니었다. 러시아 제국군이 패배한 선양의 전투는 중요한 전투였으나 결정적이지는 않았고 마지막 승리는 해군에 달려 있었다.

#### 쓰시마 해전

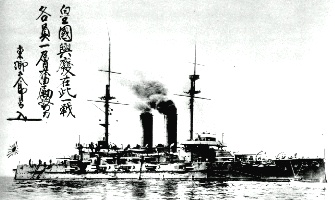
일본 전함 미카사. 쓰시마 해전의 함대 사령관 도고 헤이하치로(東郷 平八郎)의 기함.

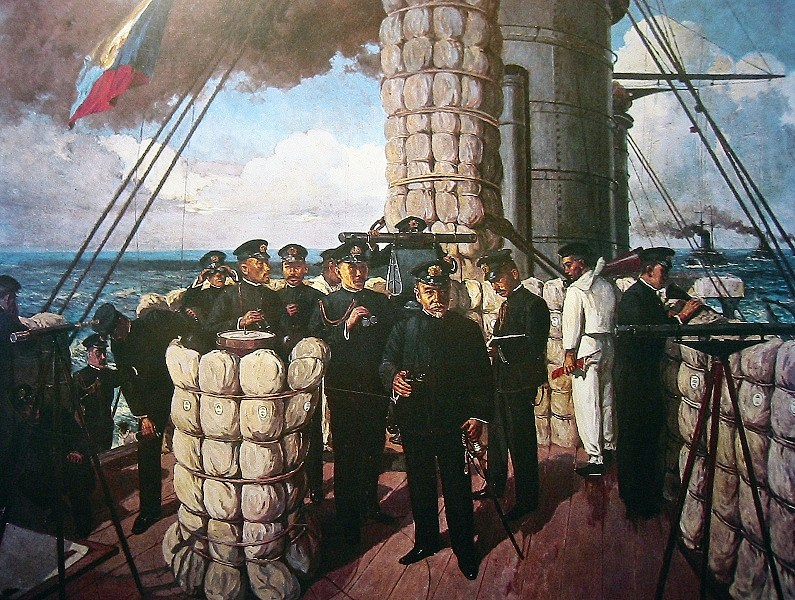
쓰시마해전의 도고 헤이하치로

러시아 ‘제2태평양함대’(발트 함대)는 여순항을 구하기 위해 29,000km를 여행하였지만, 뤼순항 함락 소식은 마다가스카르에 있었던 함대 사기를 꺾었다.
지노비 로제스트벤스키 제독의 유일한 희망은 블라디보스토크에 도착하는 것이었다. 블라디보스토크로 향하는 경로는 3가지가 있었는데, 한국과 일본 사이 대한 해협을 통과하는 길은 가장 가까운 지름길이었으나 일본과 매우 가까워서 위험한 길이었다.
제독 도고 헤이하치로는 러시아 제국군의 진행을 간파했고 여순항이 함락되어 제2·제3 태평양함대는 극동의 유일한 러시아 제국의 항구인 블라디보스토크로 향할 계획을 알았다. 전투 계획을 세웠고, 여러 군함은 러시아 제국 함대를 격멸하고자 수리되었다.
일본 연합함대는 최초 전함 6척으로 구성했으나 당시에는 4척이 남아 있었으며, 순양함, 구축함, 어뢰정은 그대로였다. 제 2태평양 함대는 보로디노급 신형 전함 네 척을 포함하여 8척의 전함, 순양함, 구축함, 기타 함선까지 총 38척을 보유하고 있었다.
5월 말, 제 2태평양 함대는 블라디보스토크를 향한 여행의 막바지였다. 불행하게도, 러시아 제국군의 병원선이 불빛을 노출하여 일본의 무장한 가장순양함 시나노마루에 발견되었다. 이 사실은 무선으로 도고 사령부에 알려졌고 일본의 연합 함대는 곧 출격을 명령받았다.
여전히 정찰에서 정보를 받으면서 일본군은 러시아 제국 함대 위치를 알 수 있었고 러시아 제국 함대의 'T'를 가로지를 수 있었다.
일본군은 5월 27일부터 5월 28일에 러시아 제국 군대와 교전하였다. 러시아 제국 함대는 전멸했고 전함 8척과 많은 작은 함정, 5,000명 이상 인원을 잃었고, 일본군은 어뢰정 3척과 116명을 잃었다. 러시아 제국군은 함정 3척만 블라디보스토크로 빠져나갔다. 쓰시마 해전에서 승리에도 전쟁 수행을 위한 일본의 재정 지출이 너무 커 결국 일본 수뇌부는 미국 중재 하에 러시아에 강화 협정을 요청하였다.

## 전쟁 종료

### 포츠머스 강화조약

포츠머스 조약을 맺는 러시아 및 일본 대표들.

1905년 9월 5일, 미국의 주선으로 포츠머스에서 강화조약이 체결되었다. 미국 대통령 시어도어 루스벨트는 이 일로 말미암아 노벨 평화상을 받았다.

### 사상자
전쟁 사상자 수에 동의는 이루어지지 않는다. 일본 측 사망자는 약 47,000명, 질병 사망자가 포함되면 약 80,000명 정도다. 러시아 제국 측 사망자는 40,000명 ~ 70,000명, 전체적으로는 약 130,000명 정도로 추산된다.

## 같이 보기
- 제이컵 시프 - 독일 출신의 '유대계 미국인'으로 당시 일본의 전쟁 채권을 사들여 전쟁 물자 보급을 위한 재정 지원
- 잭 런던 - 샌프란시스코 이그재미너 종군 기자
- 현양사
- 흑룡회
- 독도
- 청일전쟁
- 을미사변
- 아관파천
- 한일의정서
- 드레드노트
- 중일전쟁

## 참고 자료
- Connaughton, R.M., The War of the Rising Sun and the Tumbling Bear—A Military History of the Russo-Japanese War 1904-5, London, 1988, ISBN 0-415-00906-5
- Corbett, Sir Julian, Maritime Operations In The Russo-Japanese War 1904-1905, 1994, ISBN 1-55750-129-7
- Grant, R., Captain, D.S.O., Before Port Arthur In A Destroyer, 1907
- Hough, Richard A., The Fleet That Had To Die, Ballantine Books, 1960
- Jukes, Geoffry, The Russo-Japanese War 1904–1905, Osprey Essential Histories, 2002, ISBN 978-1-84176-446-7
- 로템 코우너, Historical Dictionary of the Russo-Japanese War, Scarecrow, 2006, ISBN 0-8108-4927-5
- Morris, Edmund, Theodore Rex, The Modern Library, 2002, ISBN 0-8129-6600-7
- Aleksei Novikov-Priboy|Novikov-Priboy, Aleksei, Tsushima, London: George Allen & Unwin Ltd., 1936
- Nish, Ian, The Origins of the Russo-Japanese War, Longman, 1985, ISBN 0-582-49114-2
- Okamoto, Shumpei, The Japanese Oligarchy and the Russo-Japanese War, Columbia University Press, 1970
- Pleshakov, Constantine, The Tsar's Last Armada: The Epic Voyage to the Battle of Tsushima, 2002, ISBN 0-465-05792-6
- Saaler, Sven und Inaba Chiharu (Hg.), Der Russisch-Japanische Krieg 1904/05 im Spiegel deutscher Bilderbogen, Deutsches Institut für Japanstudien Tokyo, 2005
- Seager, Robert, Alfred Thayer Mahan: The Man And His Letters, 1977, ISBN 0-87021-359-8
- Semenov, Vladimir, Capt., The Battle of Tsushima, E.P. Dutton & Co., 1912
- Semenov, Vladimir, Capt., Rasplata (The Reckoning), John Murray, 1910
- Tomitch, V. M., Warships of the Imperial Russian Navy Volume 1, Battleships, 1968
- Warner, Denis & Peggy, The Tide at Sunrise, A History of the Russo-Japanese War 1904–1905, 1975, ISBN 0-7146-5256-3